# Académico do Aeroporto do Sal
O Académico do Aeroporto do Sal é um clube multidesportos da cidade de Espargos, na ilha do Sal de Cabo Verde, fundado em 1 de dezembro de 1966. Há no clube departamentos que incluem futebol, basquetebol, voleibol e atletismo.

## História
O clube, existente há mais de 50 anos, foi fundado em 1 de dezembro de 1966
Venceu o primeiro título insular em 1986 e um único título nacional em 2003. O clube possui 14 títulos regionais, sendo o último conquistado em 2016/2017.
Durante a temporada de 2015/2016 o clube foi treinado por Lúcio Antunes, antigo técnico da equipe angolana Progresso Associação do Sambizanga.

## Estádio

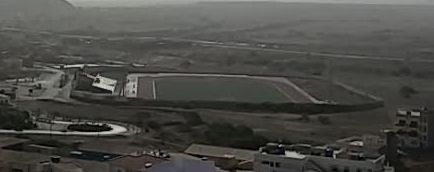
Estádio Marcelo Leitão casa de Académico do Aeroporto

O jogos do Académico do Aeroporto foram jogados no Estádio Marcelo Leitão.  Outros clubes que jogaram nesse estádio foram Académica do Sal, Gaviões, JURF (Jovens Unidos de Ribeira Funda) e GDRC Pretória. O clube treina atualmente na sua Academia de Futebol, construída recentemente.

## Uniformes antigos
As cores do equipamento principal são o amarelo e preto. O equipamento alternativo é branco e preto.
| Uniforme titlulo na 2014 | Uniforme alternativo na 2014 | Uniforme alternativo desde setembro de 2014 até abril de 2017 |

## Rivalidades
O Académico do Aeroporto tem como principal rival nomeado o Clássico da Ilha do Aeroporto com Académica do Sal, a única rivalidade da ilha.

## Títulos
- Títulos de nacional:
  - Campeonato Cabo-verdiano de Futebol: 1(2003)

## Futebol

### Palmarés
| Escalão | Nº Presenças | Títulos | Melhor Classificação |
| I       | 14           | 1       | Campeão              |
| II      | 40-45        | 14      | 1a                   |

### Classificações

#### Nacionais
| Temporada | Div | Pos | Pts    | J | V | E | D | G.M. | G.S. | Diff. |
| 2002      | 1   | 4   | 16 pts | 8 | 5 | 1 | 2 | 17   | 11   | -6    |
| 2003      | 1B  | 1   | 12 pts | 5 | 4 | 0 | 1 | 7    | 1    | +6    |
| 2004      | 1A  | 1   | 11 pts | 5 | 3 | 2 | 0 | 14   | 3    | +11   |
| 2006      | 1B  | 1   | 12 pts | 5 | 4 | 0 | 1 | 12   | 3    | +9    |
| 2007      | 1B  | 1   | 11 pts | 5 | 3 | 2 | 0 | 10   | 3    | +7    |
| 2008      | 1A  | 3   | 10 pts | 5 | 3 | 1 | 1 | 7    | 5    | +2    |
| 2010      | 1A  | 1   | 10 pts | 5 | 3 | 1 | 0 | 12   | 4    | +8    |
| 2011      | 1B  | 2   | 8 pts  | 4 | 2 | 2 | 0 | 8    | 5    | +3    |
| 2013      | 1A  | 3   | 12 pts | 5 | 2 | 3 | 0 | 3    | 1    | +2    |
| 2015      | 1B  | 3   | 9 pts  | 5 | 3 | 0 | 3 | 12   | 9    | +3    |
| 2016      | 1B  | 3   | 7 pts  | 5 | 2 | 1 | 2 | 4    | 4    | 0     |
| 2017      | 1B  | 3   | 5 pts  | 6 | 1 | 2 | 3 | 6    | 10   | -4    |

#### Regionais
| Temporada | Div | Pos | Pts    | J  | V  | E | D | G.M. | G.S. | Diff. |
| 2005-06   | 2   | 1   | -      | 10 | -  | - | - | -    | -    | -     |
| 2007-08   | 2   | 1   | -      | 10 | -  | - | - | -    | -    | -     |
| 2008-09   | 2   | 1   | -      | 10 | -  | - | - | -    | -    | -     |
| 2010-11   | 2   | 1   | -      | 10 | -  | - | - | -    | -    | -     |
| 2012-13   | 2   | 1   | -      | 10 | -  | - | - | -    | -    | -     |
| 2013-14   | 2   | 2   | 19 pts | 10 | 6  | 1 | 3 | 18   | 8    | +10   |
| 2014-15   | 2   | 1   | 20 pts | 10 | 5  | 5 | 0 | 21   | 3    | +18   |
| 2015-16   | 2   | 1   | 35 pts | 14 | 11 | 2 | 1 | 30   | 7    | +23   |
| 2016-17   | 2   | 1   | 31 pts | 14 | 10 | 1 | 3 | 29   | 12   | +17   |

## Estatísticas
- Melhor posição: 1a (nacional)
- Melhor posição na taça de associação: 1a (regional)
- Melhor posição na competições de taças/copas: 1a (regional)
- Apresentadas nas campeonatos:
  - Nacional: 15
  - Regional: 40
- Melhor temporada: 2016 (11 vitórias, 2 empates e 1 derrotas)
- Melhor pontos totais na temporada:
  - Nacional: 16
  - Regional: 35
- Melhor gols totais na temporada, nacional: 17 (temporada regular), 22 (total)
- Melhor vences totais:
  - Nacional: 16
  - Regional: 11, em 2016

## Direitórios
- Mendes (2015-meio fevereiro de 2017)
- Ivan Lopes (desde meio fevereiro de 2017)

## Presidentes
| Nome          | Nacionalidade | Anos                             |
| ------------- | ------------- | -------------------------------- |
| Carlos Moniz  | Cabo Verde    | em 2014-outubro de 2015          |
| Carlos Cabeto | Cabo Verde    | Outubro de 2015-Novembro de 2016 |
| Carlos Moniz  | Cabo Verde    | desde novembro de 2016           |

## Treinadores
| Nome          | Nacionalidade | Snos                          |
| ------------- | ------------- | ----------------------------- |
| Lúcio Antunes | Cabo Verde    | 2015-outubro de 2016          |
| Vacante       |               | October-November 2016         |
| Lúcio Antunes | Cabo Verde    | novembro de 2016-maio de 2017 |
| Nelito        | Cabo Verde    | desde maio de 2017            |

## Outros esportes
Académico do Aeroporto possui times de basquetebol (basquete), vôlei (ou voleibol) e atletismo.
Basquetebol e vôlei jogados no Polidesportivo Municipal do Sal e atletismo no mesmo estádio de futebol.

## Sítio oficial
- Sítio oficial
- Académico do Aeroporto na Facebook
- Académico do Aeroporto na Sports Mídia